# Nilkantha
Nilkantha lub Neelkantha (nep. नीलकण्ठ नगरपालिका) – gaun wikas samiti w środkowej części Nepalu w strefie Bagmati w dystrykcie Dhading. Według nepalskiego spisu powszechnego z 2001 roku liczył on 2975 gospodarstw domowych i 14489 mieszkańców (7136 kobiet i 7353 mężczyzn).